# Reichsbank

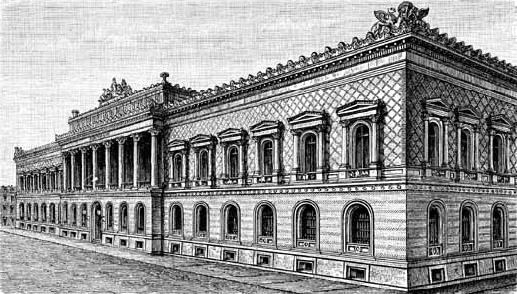
Reichsbank på Jägerstraße i Berlin.

Reichsbank var Tysklands första centralbank och hade sitt huvudkontor i Berlin. Banken upphörde efter andra världskriget med Bundesbank som efterträdare.
Reichsbank grundades i samband med Tysklands enande 1871 genom att Preußische Bank togs över som centralbank. Preussische Bank hade då fungerat som centralbank från 1871 under namnet Zentralbank für das Deutsche Reich. Reichsbank blev ansvarig för Tysklands mynt och sedlar med den fram till 2003 för hela riket gällande marken (därefter euro). Fram till 1935 delades rätten att ge ut sedlar och mynt med de regionala bankerna i Baden, Bayern, Sachsen och Württemberg. 
Banken kom att vara direkt underställd kanslern men efter första världskriget blev den självständig, något som drevs igenom av de allierade segrarmakterna. 1924 ersatte riksmarken (Reichsmark) marken som valuta. Detta upphävdes 1937 och 1939 kom den att vara direkt underställd Adolf Hitler. Den fick också namnet Deutsche Reichsbank. Efter kriget upphörde den officiellt att existera men dess fortlöpande kontinuitet kan ses i att medarbetarna fortsatte verka i Bank deutscher Länder från 1948 och dess efterträdare Bundesbank som grundades 1957. 

## Reichsbanks ordförande
- 1876–1890  Hermann von Dechend
- 1890–1908  Richard Koch
- 1908–1923  Rudolf E. A. Havenstein
- 1923–1930  Hjalmar Schacht
- 1930–1933  Hans Luther
- 1933–1939  Hjalmar Schacht
- 1939–1945  Walther Funk